# Duchon Mátyás
Duchon Mátyás (Mosóc, 16. század – 17. század) evangélikus lelkész, költő.

## Élete
Duchon Flórián lelkész testvére. Strasbourgban tanult, ahol doktori címet szerzett, és alkalmi költeményei által vált nevezetessé.

## Munkái
- De fugiendo papismo. Argentorati, 1628. (Defensio catechismi b. Lutheri disputationibus viginti et tribus absoluta. XXII.)